# Hymenophyllum darwinii
Hymenophyllum darwinii är en hinnbräkenväxtart som beskrevs av J. D. Hook. Hymenophyllum darwinii ingår i släktet Hymenophyllum och familjen Hymenophyllaceae. Inga underarter finns listade.